# Cosmisoma persimile
Cosmisoma persimile är en skalbaggsart som beskrevs av Pierre Émile Gounelle 1911. Cosmisoma persimile ingår i släktet Cosmisoma och familjen långhorningar.
Artens utbredningsområde är Paraguay. Inga underarter finns listade i Catalogue of Life.